# Castañar de Ibor
Castañar de Ibor là một đô thị trong tỉnh Cáceres, Extremadura, Tây Ban Nha. Theo điều tra dân số 2005 (INE), đô thị này có dân số là 1182 người.

## Biến động dân số
| 1.397 | 1.388 | 1.372 | 1.354 | 1.318 | 1.262 | 1.231 | 1.205 | 1.182 | 1.229 |

39°37′B 5°25′T / 39,617°B 5,417°T